# Silvio de Capitani
Silvio Bruno de Capitani-Hochstrasser (* 30. Juli 1925 in Zürich; † 17. Februar 2013 ebenda; heimatberechtigt in Zürich und Vezia) war ein Schweizer Politiker (FDP).

## Biografie

### Familie und Beruf
Silvio de Capitani, Sohn des Baumeisters Hans de Capitani, erwarb 1946 das Lehrerpatent am Seminar Küsnacht in Küsnacht im Kanton Zürich. Im Anschluss belegte er bis 1951 das Studium der Rechtswissenschaften an der Universität Zürich, 1952 erfolgte seine Promotion zum Dr. iur. Silvio de Capitani war in der Folge als Wirtschaftsanwalt eingesetzt.
Silvio de Capitani heiratete 1954 Margit geborene Hochstrasser. Er verstarb im Februar 2013 in seinem 88. Lebensjahr.

### Politischer Werdegang
Der in die Freisinnig-Demokratische Partei eingetretene Silvio de Capitani wurde 1975 in den Zürcher Kantonsrat gewählt, in welchem er bis 1979 Einsitz nahm. Im gleichen Jahr erfolgte seine Wahl in den Nationalrat, aus dem er 1983 ausschied. Er hielt Mitgliedschaften in der Pestalozzigesellschaft Zürich sowie von 1987 bis 1995 in der Eidgenössischen Bankenkommission, der er seit 1992 als Präsident vorstand, inne. Ausserdem hatte er diverse Verwaltungsratsmandate, darunter bei der Neuen Zürcher Zeitung.

## Werke
- Die konjunkturpolitischen Befugnisse des Bundes auf Grund von Art. 31 quinquies der Bundesverfassung. M. Eberhard, Schwyz 1952. (Dissertation)